# فيلتولارسن
فيلتولارسن، المعروف تجاريًا باسم فيلتيبسو، هو دواء يُستخدم لعلاج بعض الحالات المرتبطة بضمور دوشين العضلي (DMD). ويُعطى بشكل خاص لنحو 8% من المصابين بالمرض ممن لديهم طفرة جينية يمكن معالجتها باستخدام تقنية "تخطي الإكسون 53". وحتى عام 2020، لم يكن من المؤكد ما إذا كان الدواء يحقق تحسنًا واضحًا في حالة المرضى. يُعطى فيلتولارسن عن طريق الحقن الوريدي، وتستغرق عملية إعطائه حوالي ساعة.

## الآثار الجانبية
من الآثار الجانبية الشائعة لاستخدام دواء فيلتولارسن: عدوى الجهاز التنفسي العلوي واحتقان موضع الحقن والسعال والحمى. وهناك أيضًا مخاوف محتملة تتعلق بتأثيره على الكلى. فيلتولارسن هو أوليغونوكليوتيد مورفولينو مضاد للاتجاه، وهو نوع من الأدوية الجزيئية الصغيرة يُستخدم لتعديل طريقة قراءة الخلية للمادة الوراثية، مما يساعد في إنتاج نسخة وظيفية جزئيًا من بروتين العضلات المفقود لدى مرضى ضمور دوشين العضلي.

## الموافقة
تمت الموافقة على استخدام فيلتولارسين للأغراض الطبية في الولايات المتحدة عام 2020، بينما لم يُصرّح باستخدامه في أوروبا منذ عام 2020، رغم حصوله على تصنيف “دواء يتيم”. ووفقًا لبيانات عام 2021، بلغت تكلفة الدواء في الولايات المتحدة حوالي 1500 دولار أمريكي لكل 250 ملغ، أي ما يعادل نحو 730 ألف دولار سنويًا للمريض الذي يبلغ وزنه 30 كيلوغرامًا. 